# Салым
Салым — посёлок в Нефтеюганском районе Ханты-Мансийского автономного округа — Югры России. Является административным центром Сельского поселения Салым. К посёлку относится обособленный объект компрессорная станция КС-6.
Расстояние до административного центра города Нефтеюганск — 194 км.

## Этимология
Салым («Солхэм») означает по-хантыйски «созданная», «сотворённая».

## История
В 1968 году на Салымском месторождении (ок. 150 км от Верхне-Салымского месторождения), при бурении в юрских отложениях «образцовых глин» баженовской свиты на глубине 2840 метров фактическое пластовое давление превысило ожидаемое почти в два раза и произошло неконтролируемое фонтанирование скважины нефтью, в результате чего загорелась буровая. Дебит в этот момент, по визуальной оценке, достигал 700 тонн/сут. Близлежащие сверху и снизу песчаники отложений ачимовской и тюменской свит могли дать, по самым оптимистичным оценкам, максимум 20-30 тонн/сут. При бурении другой скважины в августе 1969 года, в середине баженовской свиты был получен мощный фонтан в 300—400 тонн нефти в сутки.

## Население
| 2002 | 2008  | 2010  | 2021  |
| ---- | ----- | ----- | ----- |
| 5497 | ↘5218 | ↗6554 | ↗7719 |

Численность населения по состоянию на 01.01.2008
| № | состав населения                                            | кол-во жителей (чел.) |
| - | ----------------------------------------------------------- | --------------------- |
| 1 | дошкольного возраста (до семи лет)                          | 589                   |
| 2 | школьники (от семи до семнадцати лет)                       | 713                   |
| 3 | молодежь (до тридцати лет)                                  | 966                   |
| 4 | среднего возраста (от тридцати лет до пенсионного возраста) | 2074                  |
| 5 | пенсионного возраста                                        | 876                   |
| 6 | Численность населения всего:                                | 5218                  |

## Экономика
- Салымский лесхоз Управления лесами Ханты-Мансийского автономного округа Федеральной службы лесного хозяйства. Организован в 1976 году.
- Общая площадь лесхоза составляет 1222990 га.
- В 1997 году была введена в действие пожарно-химическая станция II типа.